# 코모호

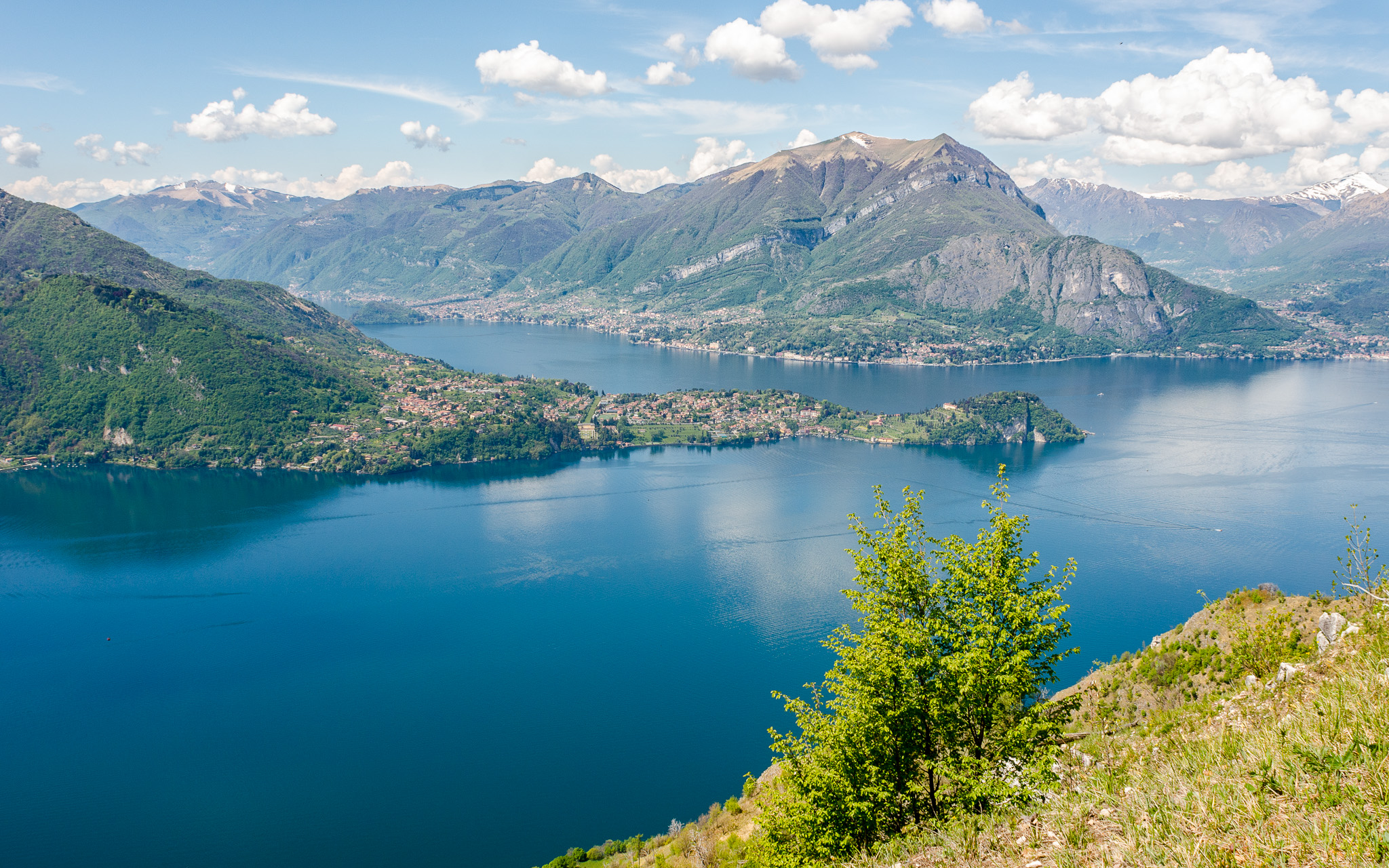
코모호의 경치.

코모호(Lago di Como)는 이탈리아 롬바르디아주의 빙하호이다. 라틴어 명칭 라리우스(Larius)에서 비롯된 '라리오(Lario)'라는 이름으로 불리기도 한다.  'Y' 자 모양으로 생긴 호수의 면적은 146제곱킬로미터로, 가르다호와 마조레호에 이어 이탈리아에서 세 번째로 큰 호수이다. 또, 수심이 400미터에 이르러 유럽에서 다섯 번째로 깊은 호수이기도 하다. 호수 바닥의 해발고도는 200미터 이상이다.
코모호는 고대 로마 시대 이래로 귀족과 부유층의 휴양지로 인기가 많았으며, 빌라 올모, 빌라 세르벨로니, 빌라 카를로타 등 유서 깊은 빌라가 많고, 유명인들의 별장이 많다.

## 어원
호수의 라틴어 이름은 '라리우스(Larius)'이며, 이탈리아어로는 '라리오(Lario)'라고 하지만 거의 잘 쓰이지 않으며 보통 '코모호'를 뜻하는 '라고 디 코모(Lago di Como)'로 불린다. 이 명칭은 호수 남쪽에 있는 도시 코모에서 비롯되었으며, 로마 시대에는 '코뭄(Comum)'이라고 불렸다.

## 지리

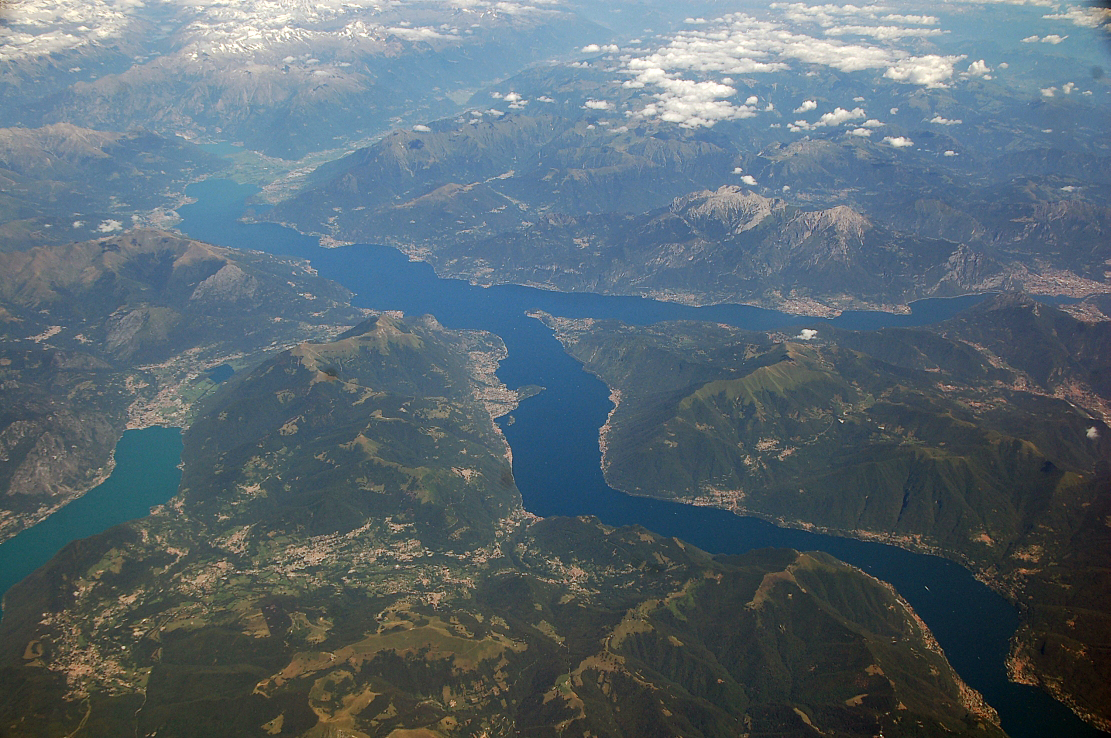
코모호의 항공 사진

호수는 뒤집어진 'Y' 자 모양으로 생겼으며, 북쪽 끝에는 콜리코가 있고 남쪽 끝에는 각각 코모와 레코가 자리잡고 있다. 호수의 세 갈래가 나뉘는 한가운데로는 벨라조, 메나조, 바렌나라는 작은 마을이 있으며, 마을 사이로 연락선이 운행한다.
코모호의 주요 수원지는 북쪽 콜리코 주변에 있는 아다강이며, 남쪽 레코 방향으로 흘러나간다. 이러한 지리적 구조 때문에 레코와 달리 물이 빠져나갈 곳이 없는 코모는 종종 홍수를 입기도 한다.
코모와 벨라조, 레코 사이에 있는 삼각형 형태의 산악 지대는 라리오 삼각형(Triangolo lariano)라고 불린다. 롬브로강의 수원지가 이곳에 있다. 삼각형 지대의 중심에는 칸조 마을이 있다.

## 관광
관광지로서 코모호는 경치, 야생, 스파로 유명하다. 세일링, 윈드서핑, 카이트서핑을 위한 장소이다.

#### 호반 빌라
코모호는 로마 시대 이래 아름다운 별장이 많은 것으로 유명하다. 온화한 기후 덕분에 호수 주변에 있는 빌라에는 아열대성 및 지중해성 식물로 꾸며진 정원이 많다.
벨라조 반도와 마주보는 트레메초에 있는 빌라 카를로타는 1690년 밀라노의 조르조 클레리치 백작이 건설했다.  계단, 분수, 조각상으로 꾸며진 이탈리아식 정원까지 합쳐 넓이가 7헥타르를 넘는다. 나폴레옹 시대의 유력한 은행가이자 정치가였던 조반니 바티스타 솜마리바가 이 빌라를 사들였다. 1818년 스탕달이 이곳을 방문했으며, 파르마의 승원 시작부에서 빌라에 방문한 일을 회고하기도 했다. 1843년에는 나사우의 마리안 공비가 딸 카를로타의 결혼 선물로 이 빌라를 구매했으며, 빌라 카를로타라는 이름도 여기서 비롯되었다. 카를로타 공비는 남편 작센마이닝겐의 게오르크 2세와 함께 낭만주의 스타일로 숲 조경을 꾸몄다. 오늘날 빌라 카를로타에는 솜마리바의 친구였던 안토니오 카노바와 루이지 아퀴스티의 중요한 조각 작품 및 농기계를 전시한 박물관이 있다.
체르노비오의 빌라 데스테는 1568년에 이곳 출신인 톨로메오 갈리오 추기경이 건설했다. 1816~1817년에는 영국 조지 4세와 결혼했던 카롤리네 폰 브라운슈바이크볼펜뷔텔 공녀가 여기서 지내기도 했다. 빌라 카를로타의 영국식 정원 조경은 이 시기의 산물이다. 18세기 말 빌라는 호화 호텔이 되었으며, 오늘날에도 유명 인사들이 많이 방문한다.
정교한 테라스 정원으로 유명한 빌라 발비아넬로는 호수 서쪽의 코만치나 섬과 가까운 곶에 자리잡고 있다. 1787년에 프란치스코 수도회 자리에 건설되었으며, 탐험가 기도 몬치노의 마지막 거처이자, 오늘날에는 그의 업적을 나타낸 박물관이 있다.
코모호 주변에 별장을 가진 유명인으로는 매튜 밸러미, 존 케리, 조지 클루니, 잔니 베르사체, 호아우지뉴, 실베스터 스텔론, 줄리언 레넌, 리처드 브랜슨, 피에리나 레냐니, 리오넬 메시, 호세 무리뉴 등이 있다.

## 기후
코모호의 날씨는 습한 아열대 기후이다.(쾨펜 기후 구분의 Cfa). 겨울에는 호수가 주변 지역의 더 높은 온도를 유지하는 데 도움이 된다. 코모의 과거 기상 데이터에 따르면 평균 일일 온도 범위는 1월의 약 3.7°C에서 7월의 23.4°C이다.  수온은 7월 한 달 동안 평균 24°C에 도달할 수 있다. 강설량은 불규칙하며, 주로 높은 고도에 영향을 미친다. 강우량은 5월에 가장 많고 겨울에 가장 적다.
| 코모호의 기후                                                                                         | 코모호의 기후 | 코모호의 기후 | 코모호의 기후 | 코모호의 기후 | 코모호의 기후 | 코모호의 기후 | 코모호의 기후 | 코모호의 기후 | 코모호의 기후 | 코모호의 기후 | 코모호의 기후 | 코모호의 기후 | 코모호의 기후 |
| 월 | 1월           | 2월           | 3월           | 4월           | 5월           | 6월           | 7월           | 8월           | 9월           | 10월          | 11월          | 12월          | 연간          |
| --- | ------------- | ------------- | ------------- | ------------- | ------------- | ------------- | ------------- | ------------- | ------------- | ------------- | ------------- | ------------- | ------------- |
| 일평균 최고 기온 °C (°F)                                                                              | 6.8 (44.2)    | 9.0 (48.2)    | 12.9 (55.2)   | 17.2 (63.0)   | 21.1 (70.0)   | 25.6 (78.1)   | 28.5 (83.3)   | 27.2 (81.0)   | 23.7 (74.7)   | 18.1 (64.6)   | 11.7 (53.1)   | 7.8 (46.0)    | 17.5 (63.5)   |
| 일일 평균 기온 °C (°F)                                                                                | 3.7 (38.7)    | 5.5 (41.9)    | 8.8 (47.8)    | 12.7 (54.9)   | 16.4 (61.5)   | 20.7 (69.3)   | 23.4 (74.1)   | 22.4 (72.3)   | 18.9 (66.0)   | 14.0 (57.2)   | 8.5 (47.3)    | 4.7 (40.5)    | 13.3 (56.0)   |
| 일평균 최저 기온 °C (°F)                                                                              | 0.5 (32.9)    | 2.0 (35.6)    | 4.8 (40.6)    | 8.2 (46.8)    | 11.8 (53.2)   | 15.8 (60.4)   | 18.2 (64.8)   | 17.6 (63.7)   | 14.1 (57.4)   | 10.0 (50.0)   | 5.3 (41.5)    | 1.5 (34.7)    | 9.2 (48.5)    |
| 평균 강수량 mm (인치)                                                                                 | 69 (2.7)      | 76 (3.0)      | 117 (4.6)     | 107 (4.2)     | 161 (6.3)     | 134 (5.3)     | 85 (3.3)      | 136 (5.4)     | 116 (4.6)     | 125 (4.9)     | 129 (5.1)     | 63 (2.5)      | 1,318 (51.9)  |
| 출처: “Climate data for Como”. 2014년 11월 3일에 원본 문서에서 보존된 문서. 2019년 3월 17일에 확인함. |               |               |               |               |               |               |               |               |               |               |               |               |               |

## 미인과 부자
꼬모 호수는 그 아름다움과 아름다운 주변 환경으로 유명하다. 호수는 수년 동안 귀족과 부유층이 휴식을 취하기에 인기 있는 장소였다. 요즘은 여전히 호숫가에 머무르는 유명 인사들이 많아 관광객의 흐름을 높이는 데 도움이 된다. Villa Olmo, Villa del Balbianello, Villa Serbelloni, Villa Carlotta와 같은 아름다운 공원이 있는 궁전이 많이 있다. 일부 빌라의 비용은 1억 유로를 초과하며 호수가 보이는 빌라를 찾기가 매우 어렵다.
호수와 관련이 있는 잘 알려진 많은 사람들 중에서 다음을 언급할 수 있다.
- 매튜 벨라미
- 마돈나
- 조지 클루니
- 지아니 베르사체
- 호나우지뉴
- 실베스터 스탤론
- 리처드 브랜슨

## 참고 문헌
- Macadam, Alta (1997). Blue Guide. Northern Italy: From the Alps to Bologna. London: A & C Black. ISBN 0-7136-4294-7.
- Villacarlotta.it, Villa Carlotta

## 같이 보기
- 리에르나